# レア・ビースツ
『レア・ビースツ』（原題:Rare Beasts）は2019年に公開されたイギリスのドラマ映画である。監督・主演はビリー・パイパーが務めた。本作はパイパーの映画監督デビュー作でもある。

## 概略
ライターとしてのキャリアが行き詰っていることに苦悩する中、マンディは息子との関係修復にも悪戦苦闘していた。マンディは絶望のあまり「愛なんてこの世に存在しない」と考えるまでに至っていたが、期せずして、ある男性（ピート）と恋に落ちることになった。ところが、ピートは「男らしさ」に異様なほど執着しており、それが関係の進展の障壁になってしまう。

## キャスト
- マンディ：ビリー・パイパー
- ピート：レオ・ビル
- ヴィック：デヴィッド・シューリス
- クレシダ：リリー・ジェームズ
- マリオン：ケリー・フォックス
- ラーチ：トビー・ウールフ
- ダギー：ジョンジョ・オニール
- キャシー：アントニア・キャンベル＝ヒューズ
- ヴァル：モンセラート・ロンバード
- ヴァネッサ：マライア・ゲイル
- バーティー：マイケル・エルウィン

## 製作・音楽
2018年5月10日、ビリー・パイパーが本作で映画監督デビューを果たすことになったと報じられた。9月11日、本作の主要キャストが発表された。2021年5月21日、本作のサウンドトラックが発売された。

## 公開・マーケティング
2019年8月31日、本作は第76回ヴェネツィア国際映画祭の「国際批評家週間」に出品され、プレミア上映を迎えた。10月10日、ロンドン映画祭で本作の上映が行われた。2021年2月5日、本作のオフィシャル・トレイラーが公開された。

## 評価
本作は批評家から好意的に評価されている。映画批評集積サイトのRotten Tomatoesには34件のレビューがあり、批評家支持率は62%、平均点は10点満点で5.7点となっている。サイト側による批評家の見解の要約は「ビリー・パイパーが『レア・ビースツ』で演出しようとしたものは良い意味で大胆なものだった。しかし、それを以てしても、重々しいテーマを浅く扱ってしまったという欠点を相殺することはできなかった」となっている。また、Metacriticには7件のレビューがあり、加重平均値は60/100となっている。